# Деалу Флорени (Сучава)
Деалу Флорени (рум. Dealu Floreni) насеље је у Румунији у округу Сучава у општини Дорна Кандренилор. Oпштина се налази на надморској висини од 846 m.

## Становништво
Према подацима из 2002. године у насељу је живело 578 становника, од којих су сви румунске националности.